# Kvistgård (stacja kolejowa)
Kvistgård (duń. Kvistgård Station) – stacja kolejowa w miejscowości Kvistgård, w Regionie Stołecznym, w Danii. Stacja powstała w 1864 roku. 
Znajduje się na Lille Nord i jest obsługiwana przez pociągi regionalne Lokaltog.

## Linie kolejowe
- Linia Lille Nord